# Монятичі (гміна)
Гміна Монятичі (пол. Gmina Moniatycze) — колишня (1867—1939 рр.) сільська волость (гміна) Грубешівського повіту Люблінської і Холмської губерній Російської імперії та Люблінського воєводства Польської республіки. Центром ґміни було село Монятичі. У 1867 р. територія становила 18 161 морг (приблизно 101,7 км²), було 3 560 мешканців.
У 1885 р. до складу волості входили:
1. Аннополь — село
2. Біла Корчма
3. Чортовець — село і фільварок
4. Янівка — фільварок
5. Юрківщина — млин
6. Кулаковичі — село
7. Липини — село
8. Монятичі — село і фільварок
9. Неледів — село[2] і фільварок
10. Новосілки — село і фільварок
11. Обровець — село
12. Степанковичі — село і фільварок
13. Турколівка — фільварок
14. Убродовиця — село
15. Вінцентівка — фільварок
16. Волайовичі — село
17. Задубці — село і фільварок
18. Зелена Корчма

За переписом 1905 р. у волості було 10431 десятина землі (приблизно 114 км²), 992 будинки і 6828 мешканців.
У 1912 р. волость разом з повітом перейшла до Холмської губернії.
У 1915 р. перед наступом німецьких військ російською армією спалені українські села і більшість українців були вивезені углиб Російської імперії, звідки повертались уже після закінчення війни. Натомість поляків не вивозили. В 1919 р. після окупації Польщею Холмщини ґміна у складі повіту включена до Люблінського воєводства Польської республіки.
У 1924 р. до складу ґміни входили:
1. Аннополь — село
2. Чортовець — село і фільварок
3. Іванки — фільварок
4. Янки — село
5. Кулаковичі — село
6. Липичі — село
7. Монятичі — село і колонія
8. Неледів — село і фільварок
9. Новосілки — село і фільварок
10. Обровець — село і фільварок
11. Приходець — село
12. Стефків — колонія
13. Степанковичі — село і фільварок
14. Турколівка — колонія
15. Убродовиця — село
16. Вінцентівка — фільварок
17. Волайовичі — село
18. Задубці — село і фільварок

1 квітня 1936 р. до ґміни Монятичі передані громади Білошкури, Дяконів, Морочин, Шпиколоси, Свищів і Тептюків з ліквідованої ґміни Грубешів.